# کاران آرجون
کاران آرجون (karan arjun) فیلم هندی با هنرنمایی شاهرخ خان، سلمان خان، راکهی گولزار، آمریش پوری، کاجول، مامتا کولکارنی ساختهٔ سال ۱۹۹۵ به کارگردانی راکیش روشن (پدر هرتیک روشن)است.

## داستان
دورگا سینگ (راخی) زن فقیری است که دو پسر جوان به نام‌های آرجون (شاهرخ خان) و کاران (سلمان خان) دارد. پدراین دو مردی ثروتمند بوده که به دست یکی از اقوامش به نام تاکور دورجان سینگ (آمریش پوری) به قتل رسیده‌است. ودورگا این موضوع را از فرزندانش مخفی می‌کرده.
دورگا خبردار می‌شود که پدر شوهرش در بستر مرگ است. او حقیقت را به پسرانش می‌گوید و باهم به دیدن پدرشوهرش می‌روند. پیرمرد در بستر مرگ می‌گوید که می‌خواهد تمام ثروتش را به آن‌ها بدهد. تاکور جریان را می‌فهمد و برای جلوگیری از این اتفاق، پیرمرد را می‌کشد و برادرزن‌هایش، شمشیر و ناهار سینگ، در بیابان به کاران و آرجون حمله کرده و آن دو را جلوی چشم مادرشان می‌کشند. دورگا به درگاه الهه مادر التماس می‌کند تا پسرانش را بازگرداند وآرجون (به اسم ویجی) و کاران (به اسم آجی) درد و خانواده متفاوت بدون خاطرات گذشته‌شان دوباره به دنیا می‌آیند. ۲۰ سال می‌گذرد و دورگا معتقداست پسرانش می‌آیند و همه او را مسخره می‌کنند. ویجی در یک اصطبل کار می‌کند و آجی در مسابقات مشت‌زنی شرکت می‌کند و هر دو ظاهراً چندان شکایتی ندارند. آقای ساکسنا (رانجیت) مرد خلافکار و ثروتمندی است که آجی را برای انجام کارهایش استخدام می‌کند. دختری به اسم بیندیا (مامتا کولکارنی) عاشق آجی است اما آجی او را نادیده می‌گیرد. از طرفی ویجی و دختر آقای ساکسنا به اسم سونیا (کاجول) به هم علاقه دارند. پدر سونیا می‌خواهد به زور او را به عقد پسر تاکور، سورج (آضیف شیخ) درآورد. روز نامزدی ویجی به سورج در مراسم حمله می‌کند و آجی جلویش را می‌گیرد وآنها با هم درگیر می‌شوند. اما ناگهان رعد و برقی به میان آن‌ها برخورد کرده و دست از دعوا برمی‌دارند. آجی، ویجی را از مقابل گلولهٔ ساکسنا کنار می‌زند. فریادمی زند: فرار کن آرجون. ویجی از آنجا می‌رود و آجی به زندان فرستاده می‌شود. تاکور، سونیا و پدرش را به قلعه‌اش که در همان روستای دورگا بوده می‌برد و ویجی به دنبال او وارد آنجا می‌شود وکم کم می‌فهمد که چه گذشته‌ای داشته وآجی را می‌شناسد. او آجی را برمی‌گرداند و آن دو با کمک هم، شمشیر و ناهار سینگو همچنین سورج سینگ را می‌کشند. تاکور از شدت خشم به دلیل مرگ پسرش، ساکسنا را می‌کشد و آجی و یجی (کاران وآرجون) هر دو به او شلیک کرده و تاکور می‌میرد. در نهایت آرجون باسونیاوکاران با بیندیا ازدواج می‌کنند و دورگاالنگوهایی به عروس‌هایش می‌دهد که پسرانش ۲۰ سال پیش به او داده بودند.

## بازیگران و صداپیشگان
| نقش               | بازیگر         | دوبلور           |
| آرجون/ویجی        | شاهرخ خان      | منوچهر والی زاده |
| کاران/آجی         | سلمان خان      | تورج مهرزادیان   |
| دورگا سینگ        | راکهی گولزار   | ناهید شعشعانی    |
| تاگور دورجان سینگ | آمریش پوری     | ناصر نظامی       |
| سونیا             | کاجول          | فریبا رمضان پور  |
| بیندیا            | مامتا کولکارنی | نرگس فولادوند    |
| آقای ساکسنا       | رانجیت         | علی همت مومی وند |

## جوایز
برنده جایزه بهترین اکشن و بهترین تنظیم از فیلم فیر.
همچنین نامزد جایزه‌های زیر بوده‌است:
- بهترین فیلم
- بهترین کارگردان
- بهترین بازیگر مرد (سلمان خان)
- بهترین بازیگر نقش مکمل زن (راخی)
- بهترین بازیگر نقش منفی (آمریش پوری)
- بهترین بازیگر نقش کمدی (جانی لوروآشوک سرف)
- بهترین کارگردان مزیک

## عوامل
- کارگردان و تهیه‌کننده: راکیش روشن
- نویسندگان: ساچین بهومیک، راوی کاپور، انور خان
- موسیقی: راجش روشن
- تنظیم: سانجی ورما
- اکران: ۱۳ ژانویه ۱۹۹۵
- مدت: ۱۷۶ دقیقه
- زبان: هندی
- فروش این فیلم بسیار خوب و بالا بود.